# مفك نجمة

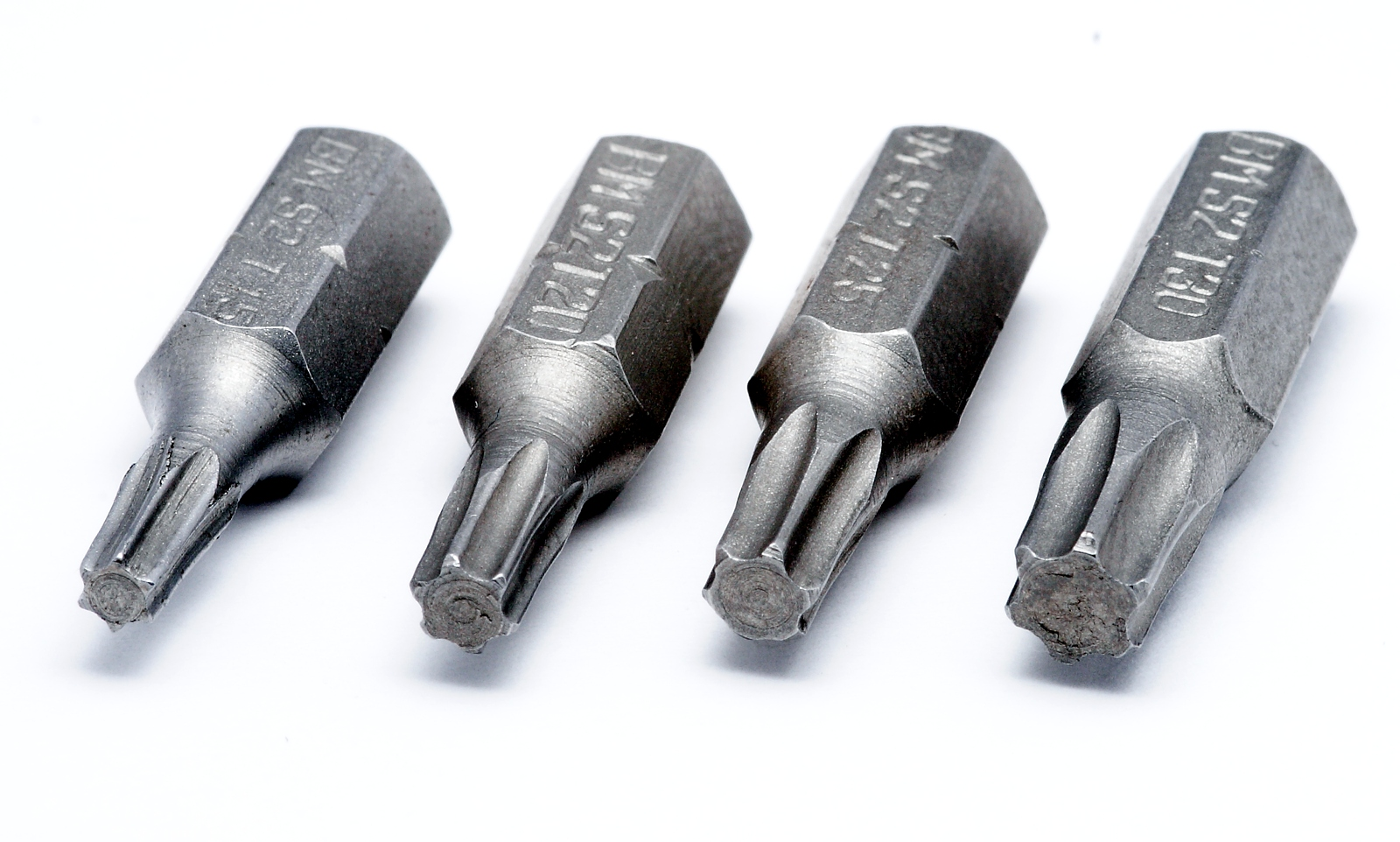

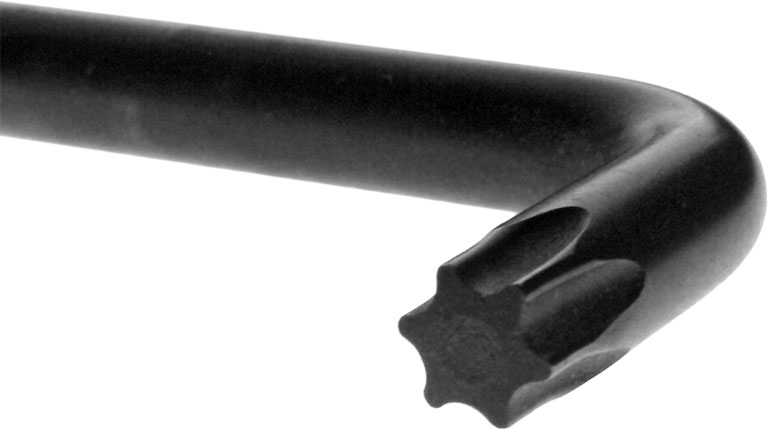

مفك نجمة (بالإنجليزية: Torx)‏ هو مفك سداسي على شكل نجمة معترف به بالمقاسات الدولية.